# .25-20 Winchester
Die ab 1895 produzierte .25-20 Winchester-Patrone wurde für den Winchester Model 1892 Unterhebelrepetierer anfangs als Schwarzpulverpatrone entwickelt.

## Bezeichnung
Im deutschen Nationalen Waffenregister (NWR) wird die Patrone unter Katalognummer 35 unter folgenden Bezeichnungen geführt (gebräuchliche Bezeichnungen in Fettdruck)
- .25-20 WCF (Hauptbezeichnung)
- .25/32-20 W.C.F.
- .25-20 Marlin
- .25-20 Win
- 6,3x33R
- 6,4x32R Winchester
- 6,5x33R

Weiterhin ist die verkürzte Bezeichnung .25-20 gebräuchlich, die nicht im NWR genannt wird.

## Geschichte
Für die .25-20 Winchester Zentralfeuerpatrone im Kaliber .258 (6,6 mm) wurde eine Hülse gleicher Länge wie die der .44-40 WCF und der .32-20 WCF-Patrone verwendet. Sie hatte den Durchmesser der .32-20 und war vorne verjüngt (Flaschenhalshülse). Das Geschoss von 86 Grains hatte mit einer Schwarzpulverladung von 20 Grains eine etwas höhere Mündungsgeschwindigkeit als die .32-20. Beim Verschießen der Patrone mit dem Gewehr war der Rückstoß kaum spürbar, was ein schnelleres Schießen erlaubte.
Die Patrone wurde nach der Jahrhundertwende auch mit rauchlosem Pulver geladen und jagdlich für Kleinwild verwendet. Außer dem von John Browning entwickelten „Model 1892“ brachten Winchester und andere Anbieter eine ganze Reihe von Jagdwaffen für diese Patrone heraus.

## Moderne Munition
Aus Gewehrläufen verschossene 86-Grains-Geschosse erreichen eine Mündungsgeschwindigkeit von 1460 ft/s (445 m/s) und haben bis 200 m Schussdistanz eine flachere Schussbahn als die .32-20 WCF-Patrone. Quelle: Ballistics of Winchester Western cartridges, Form 157, Patronenbezeichnung W25201, W25202.

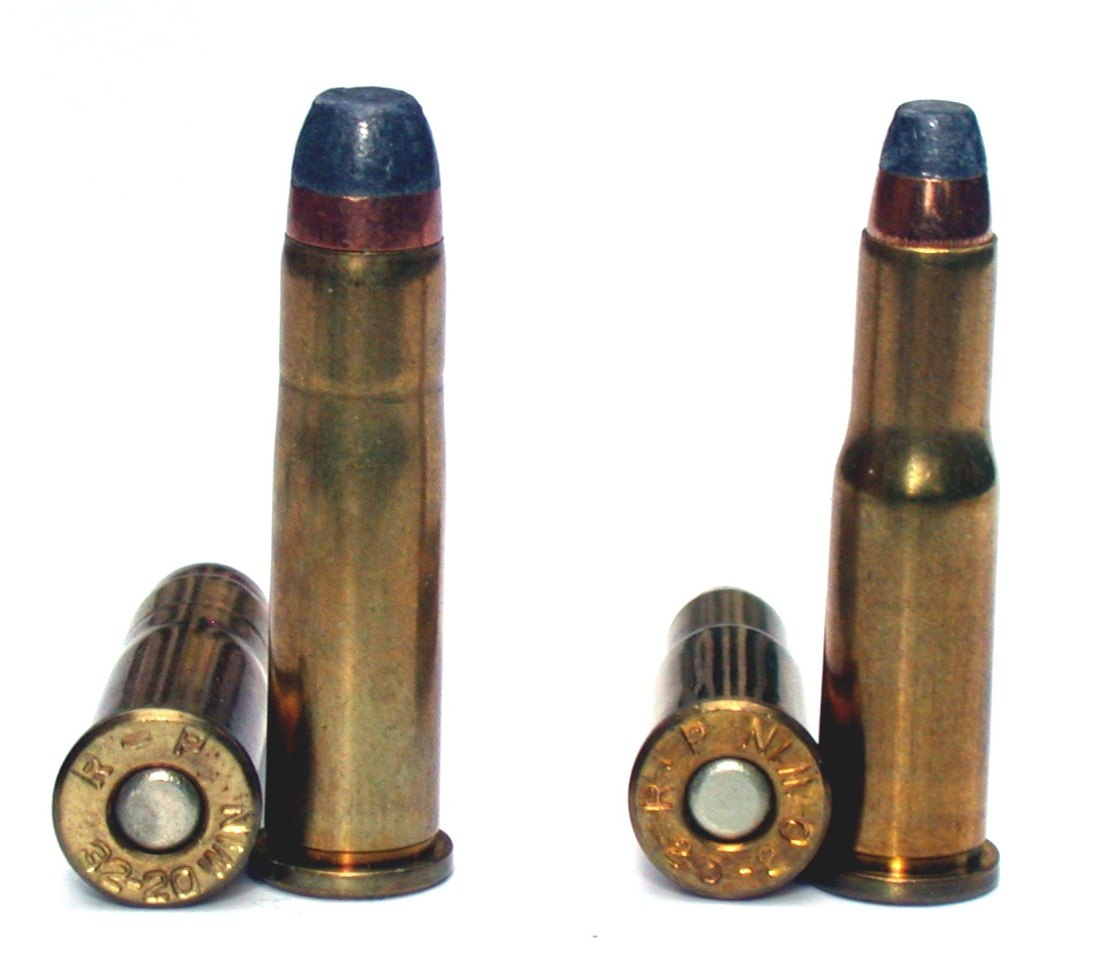
.32-20 links, .25-20 rechts

Winchester-Western bietet unter der Bezeichnung .25-20 HV (High Velocity) Patronen  mit einem 60-Grains-Geschoss und einer Mündungsgeschwindigkeit von 2250 ft/s (686 m/s) sowie einer Mündungsenergie von 675 ft.lb. (915 J) an. Quelle: Ballistics of Winchester Western cartridges, Form 157, Patronenbezeichnung W25203.